# الهيت
الهيت، قرية من قرى السويداء تقع إلى الشمال الشرقي من شهبا وقد وجد فيها مكتشفات اثرية عديدة ويبلغ عدد سكان قرية الهيت حوالي 2000 نسمة وتحتوي على مدرسة ابتدائة واعدادية وثانوية ويوجد فيها مركز طبي وتتمتع بطبيعتها الجميلة وهوائها النقي تتميز القرية بوجود نسبة كبيرة من المتعلمين وخريجي الجامعات ، يتم زراعة المحاصيل في اراضي القرية كالقمح والحمص ومنذ دخول مشروع الحزام الأخضر انتشرت زراعة الزيتون والفستق الحلبي واللوز ويوجد بئران للشرب في الهيت
‌